# Severed (игра)
Severed — это приключенческая видеоигра, разработанная и изданная DrinkBox Studios для PlayStation Vita, iOS, Wii U, Nintendo 3DS и Nintendo Switch. Игра вышла 26 апреля 2016 года в Северной Америке и Европе для PlayStation Vita, также игра вышла на Wii U и iOS (дата релиза — 22 сентября 2016 года). Датой выхода версии для Nintendo 3DS в Европе стало 22 сентября 2016 года, в Северной Америке этой датой оказалось 13 октября 2016 года.

## Разработка
14 апреля 2014 года студия DrinkBox Studios анонсировала Severed вместе с сайтом Destructoid. Из-за большого внимания к управлению с сенсорным экраном Severed считалась игрой для мобильных устройств, хотя DrinkBox Studios также рассматривала версии для других устройств, таких как PlayStation Vita, Nintendo 3DS и Wii U. Были рассмотрены чувствительные к движению технологии, такие как PlayStation Move и Kinect. Однако в то время разработчики не выпустили игру ни для одной из этих платформ. DrinkBox Studios собирались выпустить Severed в 2015 году. На PlayStation Experience 2014 в декабре DrinkBox Studios объявили, что Severed будет выпущена на PlayStation Vita, продолжая тенденцию предыдущих игр DrinkBox, которые выходили на платформах PlayStation. После задержки, DrinkBox Studios объявили 11 апреля 2016 года, что Severed выйдет для PlayStation Vita 26 апреля.
13 июня 2016 года, во время Electronic Entertainment Expo 2016, игра Severed была объявлена для Wii U и Nintendo 3DS. Игра поддерживает кросс-покупку, поэтому, если пользователь покупает её на Wii U, он также получает игру бесплатно на 3DS. Версия для Nintendo Switch выпущена 8 августа 2017 года.

## Музыка
Саундтрек для Severed был создан при поддержке FACTOR и правительства Канады. Саундтрек Severed принес награду за лучший музыкальный балл от канадской премии Videogame Awards.

## Оценки
| Сводный рейтинг | Сводный рейтинг |
| Агрегатор       | Оценка          |
| --------------- | --------------- |
| GameRankings    | 82,67 %         |

Игра получила в целом благоприятные отзывы, об этом говорит агрегатор рецензий Metacritic. Игра получила звание игры года 2016 на Apple iPad. 